# Roger Marx
Pour les articles homonymes, voir Marx.
Roger Marx est un homme de lettres et critique d'art français, né le 28 août 1859 à Nancy, et mort le 13 décembre 1913 à Paris.

## Biographie
Lorrain, Roger est le fils d’Émile Marx, négociant, et de Franziska Sichel.
Il était inspecteur général des musées des départements au ministère des Beaux-Arts.
Il fut pour tous les grands artistes de la fin du XIXe siècle et du commencement du XXe siècle : Besnard, Bonnard, Puvis de Chavannes, Degas, Rodin entre autres, un ami et ardent défenseur, employant son énergie à découvrir le talent ignoré et méconnu dans une fièvre d'apostolique de fonctionnaire en lutte contre les officiels. Ce furent ses écrits qui contribuèrent notamment au mouvement de rénovation des arts appliqués modernes, et il fut le premier à réclamer dans l’Art social, la nécessité d'une Exposition des Arts décoratifs. « Ce livre de doctrine et de combat, d'initiative et de réformes, d'esthétique et de sociologie contient l'essentiel de sa philosophie » a écrit Anatole France, qui compare Roger Marx à William Morris et à Emerson. Une partie des articles qu'il écrivit dans Le Voltaire, la Gazette des beaux-arts, la Revue encyclopédique, The Studio se trouve réunie dans les Études sur l’École française (1901) et dans les Maîtres d'hier et d'aujourd'hui (1914). Fin 1896, Roger Marx fonde avec Jules Rais la revue L'Image chez Henri Floury pour favoriser le renouveau de la xylographie et, de 1888 à 1893, il invita les meilleurs peintres de l'époque à collaborer à L'Estampe originale. Plus tard, il écrit aussi pour L'Estampe et l'affiche (1897-1899), Les Arts et fonde L'Estampe nouvelle (1897).

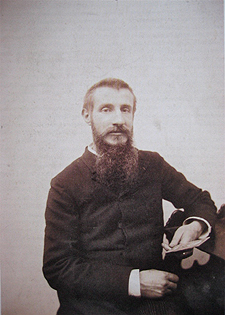
Photo de Roger Marx, galerie Léon Rosenthal

L'action de Roger Marx est mentionnée en ces termes par Edmond Pottier : « Partout où Roger Marx appliqua son effort, il eut pour but de prouver la continuité de l'évolution accomplie, la solidarité du présent et du passé. Mieux que personne il a montré, par delà les querelles mesquines et les disputes d'écoles, la belle et haute fraternité qui unit les grands artistes, l'accord harmonieux qui, des anciens proscrits, fait des maîtres et des ancêtres ».

## Distinctions
Il fut promu au grade de commandeur de la Légion d'honneur le 20 mai 1903, ses insignes lui ont été remis par Émile Gallé.

## Famille
Il avait épousé, le 7 juin 1881 à Nancy, Cécile Elisa Caën dite Nathan, qui fut durant la Première Guerre mondiale une infirmière-major bénévole dont le dévouement lui valut d'être promue Chevalier de la Légion d'honneur.
Il est le père de Claude Roger-Marx et l'oncle de Gabrielle Bernheim (1881-1941) qui épouse l'historien d'art Léon Rosenthal.

## Portraits
Plusieurs artistes ont réalisé des portraits de Roger Marx :
- en 1886, par Eugène Carrière à la gouache, conservé au musée d'Orsay ;
- en 1890, par Albert Besnard, à l'eau-forte[4] ;
- en 1892, par Alphonse Lechevrel, sur une médaille, dont un exemplaire est conservé au département des Monnaies, médailles et antiques de la Bibliothèque nationale de France[7], et un autre au musée de Bode[8] ;
- en 1904, par Odilon Redon, au fusain[9],[10].

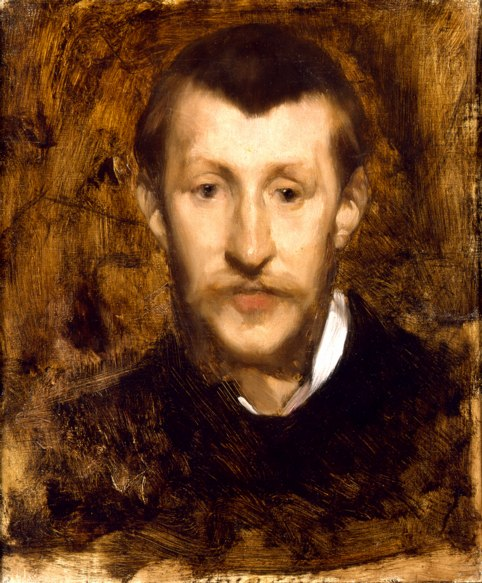
Gouache réalisée par Carrière.
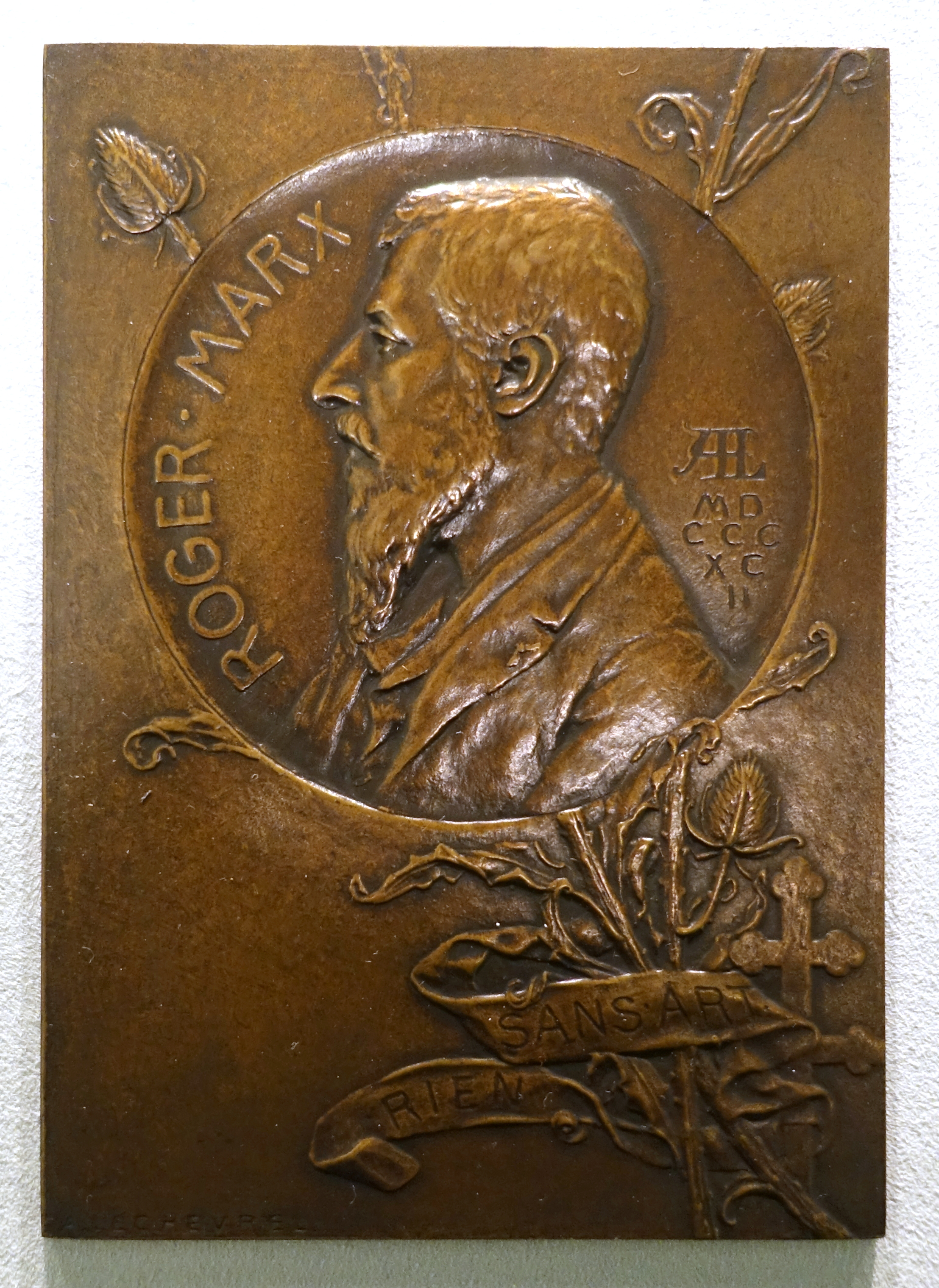
Médaille réalisée par Lechevrel.
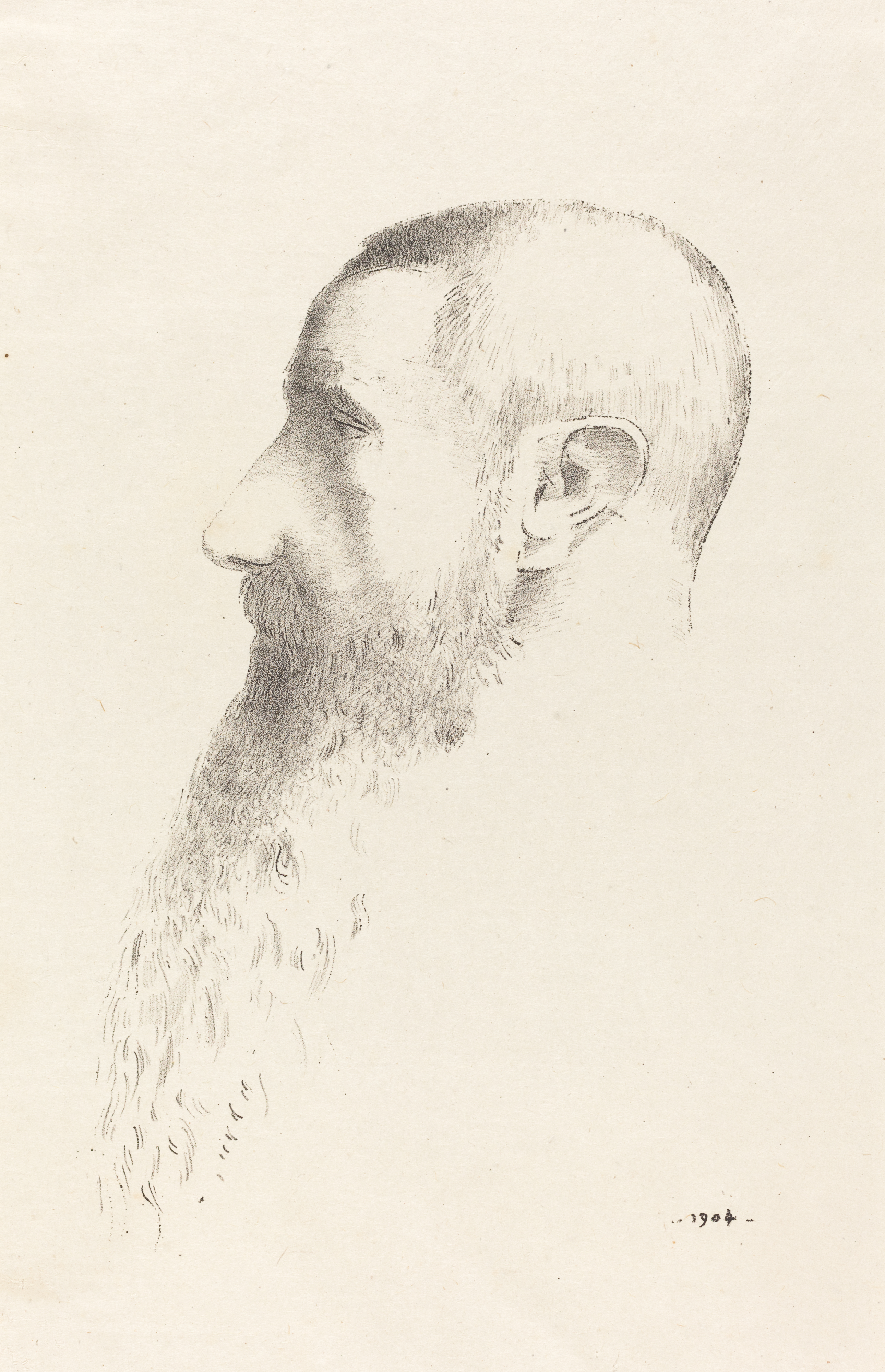
Fusain par Odilon Redon.
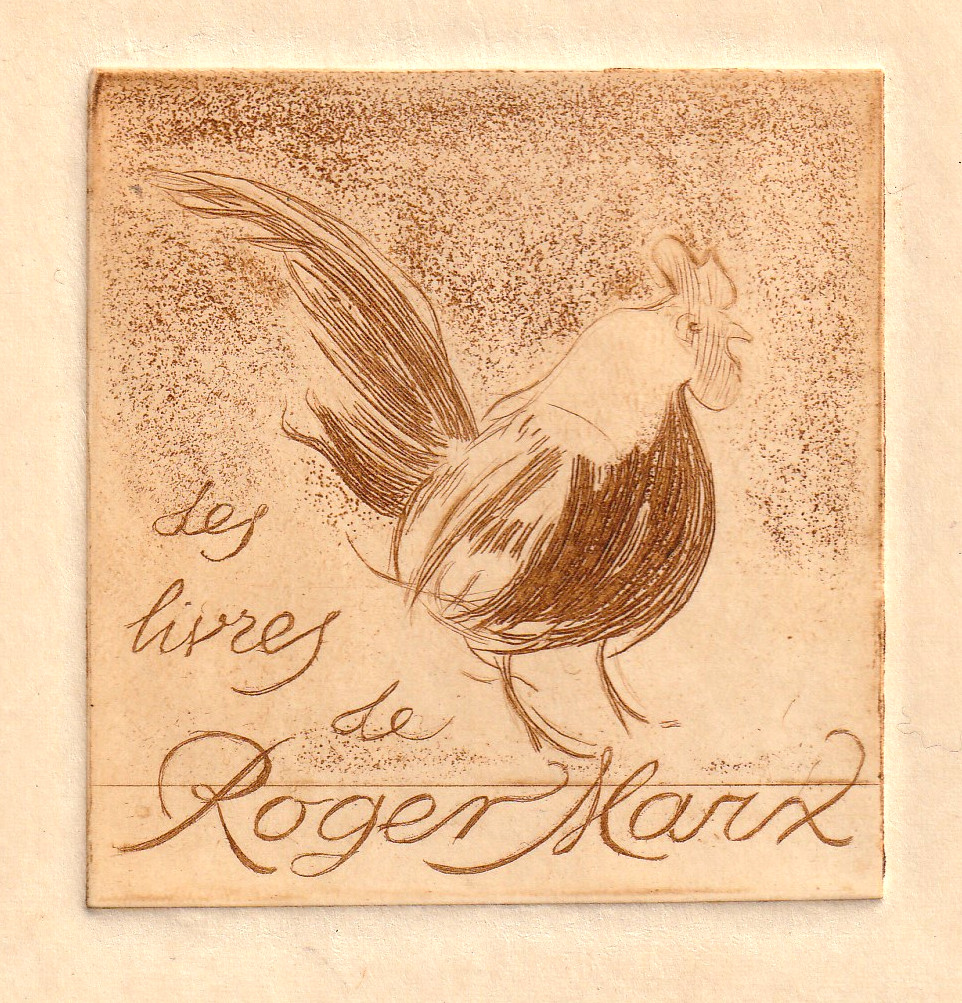
Exlibris de Roger Marx

## Publications
- L'Art à Nancy en 1882, avec une lettre d'Alexandre Hepp,...  Nancy : R. Wiener , 1883
- Les Médailleurs français depuis 1789 / notice historique, suivie de documents sur la glyptique au XIXe siècle, Paris : Société de propagation des livres d'art , 1897
- Dessins, aquarelles et pastels du XVIIIe siècle, Les Goncourt collectionneurs.,  Paris : May et Motteroz , 1897

- L'Art social, préface Anatole France.  Paris : E. Fasquelle , 1913
- Maîtres d'hier et d'aujourd'hui, Paris : Calmann-Lévy , DL 1914  T1  T2

## Documentation
Ses archives sont déposées à l'Institut national d'histoire de l'art.Anatole France